# Business process model and notation

Business Process Model and Notation (BPMN en anglais), c'est-à-dire « modèle de procédé d'affaire et notation », est une méthode de modélisation de processus d'affaires pour décrire les chaînes de valeur et les activités métier d'une organisation sous forme d'une représentation graphique. Elle constitue la norme internationale ISO/CEI 19510.
BPMN a été développé au départ par la Business Process Management Initiative (BPMI), et est maintenu par l'Object Management Group (OMG) depuis la fusion de ces deux Consortium en juin 2005. La version actuelle de BPMN est la 2.0.2 et date de 2013. Elle est une norme ISO depuis juillet 2013 .

## But
Le but principal de BPMN est de fournir une notation qui soit facilement compréhensible par tous les utilisateurs de l'entreprise, depuis les analystes métier qui créent les ébauches initiales des processus, jusqu'aux développeurs responsables de mettre en place la technologie qui va exécuter les processus applicatifs correspondants, et finalement, jusqu'aux utilisateurs de l'entreprise qui vont mettre en œuvre ces processus. BPMN vise de plus à rendre l'orchestration des processus « exécutable » (automatisable) par une transposition des modèles en langage BPEL.
BPMN et UML sont deux spécifications de modélisation élaborées par l'OMG qui ne sont pas en compétition mais complémentaires. UML met l'accent sur l'analyse et la conception d'un système d'information alors que BPMN vise l'analyse et la conception des processus métiers qui font intervenir et interagir des systèmes. On peut ainsi passer d'un diagramme de processus définissant les exigences métier en BPMN à des diagrammes de cas d'utilisation en UML pour documenter les exigences pour les systèmes impliqués.

## Principes

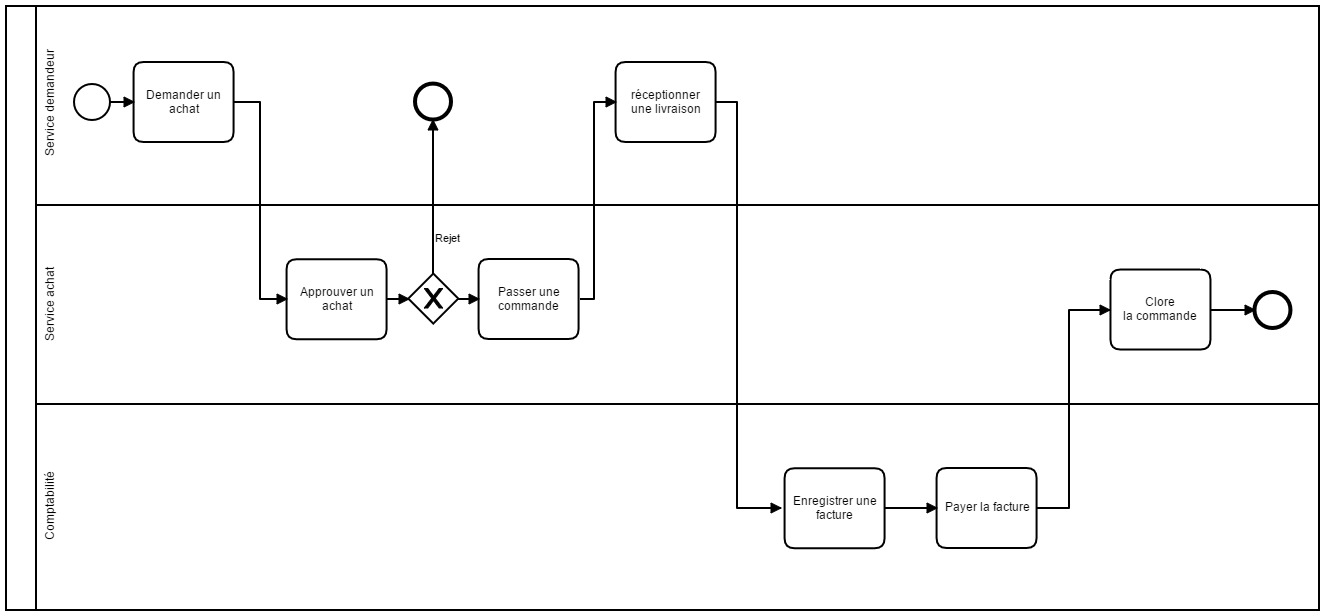
Exemple de schéma BPMN pour un processus Métier

BPMN repose sur trois types de modèles:
- le modèle de processus pour représenter le déroulement des processus internes d'une organisation ainsi que les processus publics (c'est-à-dire s'interfaçant avec des activités de tiers externes) ;
- le modèle de collaboration pour représenter les processus de plusieurs entités et les échanges permettant de relier ces processus ;
- le modèle de chorégraphie pour représenter les comportements attendus des acteurs dans un processus.

BPMN permet de représenter les procédures d'entreprise internes, mais également des procédures B2B, par le biais de processus publics et des chorégraphies, ainsi que des concepts d'orchestration de processus avancés, comme la gestion des exceptions et la compensation des transactions.
Ces modèles combinent les éléments de base principaux suivants :
- les pistes (pool en anglais) et les corridors (lane en anglais) représentent les entités et les participants dans un processus ;
- les activités (activity en anglais) représentent la décomposition du processus ;
- les événements (event en anglais) ;
- les flux de contrôle (sequence flow en anglais) représentent l'enchainement entre ces éléments ;
- des branchements (gateway en anglais) permettent de scinder ou de faire converger des flux de contrôle ;
- des messages et des flux de messages permettent de matérialiser les échanges ;
- des données ;
- des annotations et des associations entre éléments liés.

De nombreuses variantes de ces éléments de base et des marqueurs d'activités permettent de préciser davantage la signification du modèle.

## Versions
- En février 2006, l'OMG adopte la version 1.0.
- En janvier 2008, l'OMG livre la version 1.1[7].
- En janvier 2009, l'OMG livre la version 1.2[8].
- En janvier 2011, l'OMG livre la version 2.0. Celle-ci introduit des changements majeurs, notamment avec l'introduction de diagrammes de conversation et de diagrammes de chorégraphie, et une plus grande richesse dans la spécification des événements. Elle introduit également des formats d'échange de modèles[9].
- En juillet 2013, l'ISO adopte la version 2.02 comme norme internationale ISO/CEI 19510:2013 sous le titre « Technologies de l'information - Modèle de procédé d'affaire et notation de l'OMG » (en anglais Information technology - Object Management Group Business Process Model and Notation)[10],[11].
- En décembre 2013, l'OMG entérine la version 2.0.2, qui ne contient que des changements mineurs concernant les fichiers d'échange de modèles en XML[12].

## Comparaison avec d'autres modèles de processus
BPMN a une expressivité comparable aux chaines de processus événementielles (EPC) et aucune des deux notations n'est supérieure à l'autre pour la modélisation de processus. En effet un modèle BPMN peut être transformé en modèle EPC. Inversement, un modèle EPC peut être transformé en modèles BPMN avec une faible déperdition d'information. Une étude a ainsi montré que, pour un même processus, le modèle BPMN nécessitait près de 40% d'éléments de moins qu'avec les EPC et serait donc plus facile à lire. La conversion entre les notations peut par ailleurs être automatisée.  
BPMN peut également être comparé à un sous-ensemble des diagrammes d'activité d'UML, car les diagrammes d'activité disposent d'éléments ayant une sémantique comparable aux éléments de base de BPMN. Une étude a montré que la lisibilité des deux types de diagrammes était comparable. 
Un sous-ensemble de BPMN peut être directement transposé en WS-BPEL qui est une expression d'un processus directement exécutable par un moteur de flux de travaux.   